# رقعة الشطرنج الكبرى
رقعة الشطرنج الكبرى: الأولوية الأمريكية وضروراتها الجيوستراتيجية (بالإنجليزية: The Grand Chessboard: American Primacy and Its Geostrategic Imperatives 
)‏ هو واحد من الأعمال الرئيسية لزبيغنيو بريجنسكي، صدر الكتاب سنة 1997.
تخرج بريجنسكي بدرجة الدكتوراه من جامعة هارفارد عام 1953 وأصبح أستاذ السياسة الخارجية الأمريكية في جامعة جونز هوبكنز.

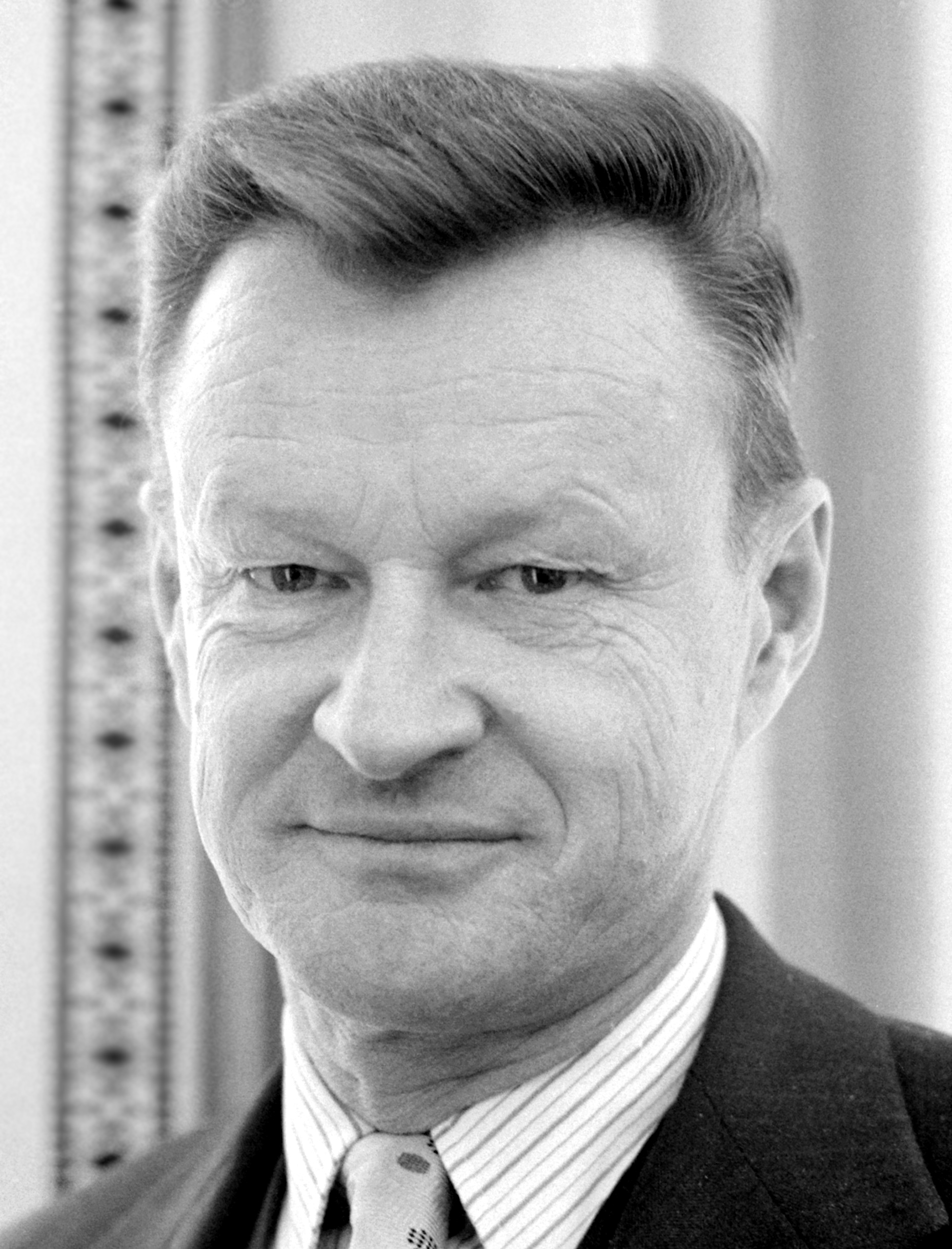
Zbigniew Brzezinski, 1977

أصبح لاحقًا مستشار الأمن القومي للولايات المتحدة من عام 1977 إلى عام 1981 ، في إدارة الرئيس جيمي كارتر .
فيما يتعلق بمساحة أوراسيا كمركز للقوة العالمية ، طرح بريجنسكي صياغة إستراتيجية جيو آسيوية للولايات المتحدة. على وجه الخصوص ، وذكر ضرورة ألا يظهر أي منافس أوروبي أو آسيوي يمكنه الهيمنة على أوراسيا وبالتالي تحدي التفوق العالمي للولايات المتحدة.
يهتم جزء كبير من تحليل بريجنسكي بالاستراتيجية الجيولوجية في آسيا الوسطى ، مع التوسع على تطبيق القوة على المساحة البرية الأوروبية الآسيوية فيما بعد الاتحاد السوفيتي. وفي فصله المخصص لما يشير إليه باسم «منطقة البلقان الأوروبية الآسيوية» ، أشار ل نظرية قلب الأرض لهالفورد جي ماكيندر .
تمت مراجعة الكتاب بشكل نقدي من قبل نيويورك تايمز ،  مراجعات كيركوس ،  فورين أفيرز ، 

## روابط خارجية
- إستراتيجية جغرافية لأوراسيا ، سبتمبر / أكتوبر 1997 الشؤون الخارجية